# 马庙水库 (汝州)
马庙水库是中国河南省平顶山市汝州市骑岭乡境内的一座水库，位于洗耳河上，建于1960年。水库正常库容为748万立方米，集雨面积为91平方千米，海拔为328米。